# Parasynegia pluristriata
Parasynegia pluristriata là một loài bướm đêm trong họ Geometridae.